# Manrique Gongora
Manrique Gongora Esperanza (* 19. September 1998) ist eine peruanische Leichtathletin, die sich auf den Sprint und Hürdenlauf spezialisiert hat.

## Sportliche Laufbahn
Erste internationale Erfahrungen sammelte Manrique Gongora im Jahr 2016, als sie bei den U23-Südamerikameisterschaften in Lima in 66,64 s den sechsten Platz im 400-Meter-Hürdenlauf belegte und in 3:53,55 min Rang fünf mit der peruanischen 4-mal-400-Meter-Staffel erreichte. Im Jahr darauf schied sie bei den U20-Panamerikameisterschaften in Trujillo mit 58,11 s im Vorlauf über 400 m aus und klassierte sich mit der Staffel mit 4:00,38 min auf dem fünften Platz. 2018 wurde sie bei den U23-Südamerikameisterschaften in Cuenca in 60,12 s Neunte im 400-Meter-Lauf und im Jahr darauf erreichte sie bei den Südamerikameisterschaften in Lima in 3:42,74 min Rang fünf im Staffelbewerb.
2019 wurde Gongora peruanische Meisterin im 400-Meter-Hürdenlauf.

## Persönliche Bestleistungen
- 400 Meter: 57,44 s, 27. April 2017 in Tarija
- 400 m Hürden: 63,86 s, 28. April 2019 in Lima